# Beckman (släkt)
Beckman är en svensk släkt som främst levt och verkat i Skaraborg sedan 1600-talet. Släkten är känd sedan Olof Beckman (född cirka 1660) som ägde Stora Lindåsen utanför Skövde.
Olika medlemmar av släkten har därefter innehaft flera större gårdar och egendomar i Skaraborg, till exempel Waholm, Ingasäter och Sörbylund.
Genom Olof Beckmans två sonsöner fabrikören Olof Beckman (1725-1797) och prosten Anders Beckman (1731-1810) delade sig släkten i en äldre och yngre gren.
Flera medlemmar ur släkten har tillhört prästerskapet, medan andra blivit handelsmän, konstnärer m.m.

## Urval av kända medlemmar ur släkten (äldre grenen)
- Bengt Beckman (fysiker), fysiker

- Olof Beckman, fysiker

## Urval av kända medlemmar i släkten (yngre grenen)
- Anders Beckman, konstnär och grundare av Beckmans Designhögskola
- Anders Fredrik Beckman, teolog, biskop i Härnösand och Skara
- Birger Beckman, författare
- Björn Beckman, utvecklinglandsforskare, professor
- Ernst Beckman, redaktör och politiker
- Eyvind Beckman, inredningsarkitekt
- Natanael Beckman, språkforskare
- Per Beckman, illustratör
- Staffan Beckman, journalist
- Susanne Beckman, grafisk designer